# Burzyk północny
Burzyk północny, burzyk popielaty (Puffinus puffinus) – gatunek średniej wielkości ptaka oceanicznego z rodziny burzykowatych (Procellariidae), zamieszkujący Atlantyk, jego wyspy i wybrzeża. Nie jest zagrożony.

## Zasięg występowania
Burzyk północny lęgi odbywa na południowej Islandii, Szetlandach, Orkadach, Wyspach Owczych, Wyspach Brytyjskich, wybrzeżach bretońskich, na Maderze, Azorach, Ilhas Desertas, Wyspach Kanaryjskich oraz na wyspach stanu Massachusetts i na Nowej Fundlandii. Szczególnie licznie spotykany na atlantyckich wybrzeżach Wysp Brytyjskich, a zwłaszcza na wyspach Rùm w Szkocji oraz Skomer, Skokholm i Bardsey w Walii. Zimą rozprasza się po Atlantyku, osiągając na południu wybrzeża Ameryki Południowej poniżej równika oraz południowo-zachodnie wybrzeże RPA.
Do Polski zalatuje wyjątkowo (stwierdzony zaledwie 4 razy, ostatnio dwukrotnie w 2018 roku).

## Systematyka
Jest to gatunek monotypowy. Jest blisko spokrewniony z burzykiem śródziemnomorskim (P. yelkouan), w tym z jego podgatunkiem mauretanicus uznawanym niekiedy za odrębny gatunek. Były one dawniej uznawane za podgatunki burzyka północnego, podobnie jak kilka innych gatunków burzyków: wędrowny (P. huttoni), kalifornijski (P. opisthomelas), białorzytny (P. auricularis) i nowozelandzki (P. gavia).

## Morfologia

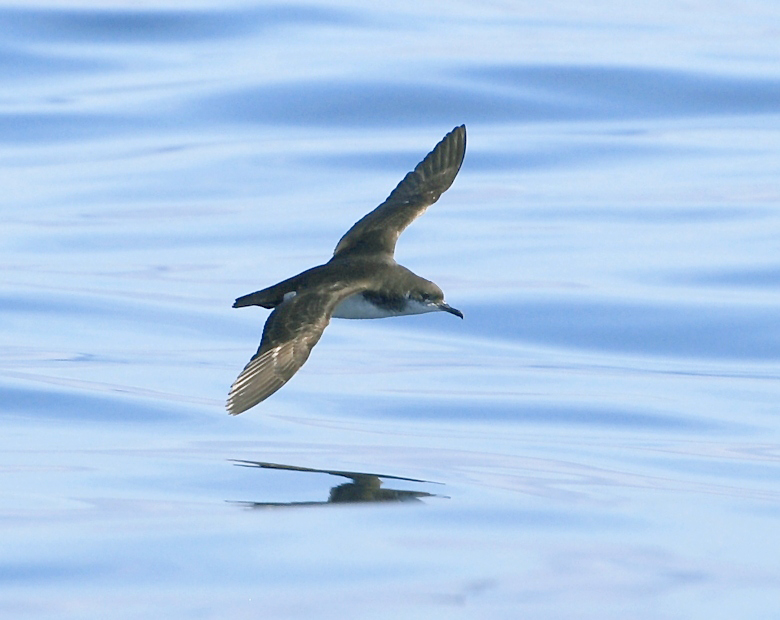
Burzyk północny w locie

Cechy gatunkuWielkością dorównuje mewie śmieszce. Obie płci ubarwione jednakowo. Wierzch ciała czarny, brunatny lub brązowy, spód biały; spodni brzeg skrzydeł nieco ciemniejszy. Sylwetka wydłużona, skrzydła wąskie o ostrych końcach. Cienki matowoczarny dziób, nogi różowe. Upierzenie dorosłych i młodych osobników jest podobne.
Wymiary średniedługość ciała ok. 30–38 cm
rozpiętość skrzydeł 76–85 cm
masa ciała ok. 350–460 g

## Ekologia i zachowanie

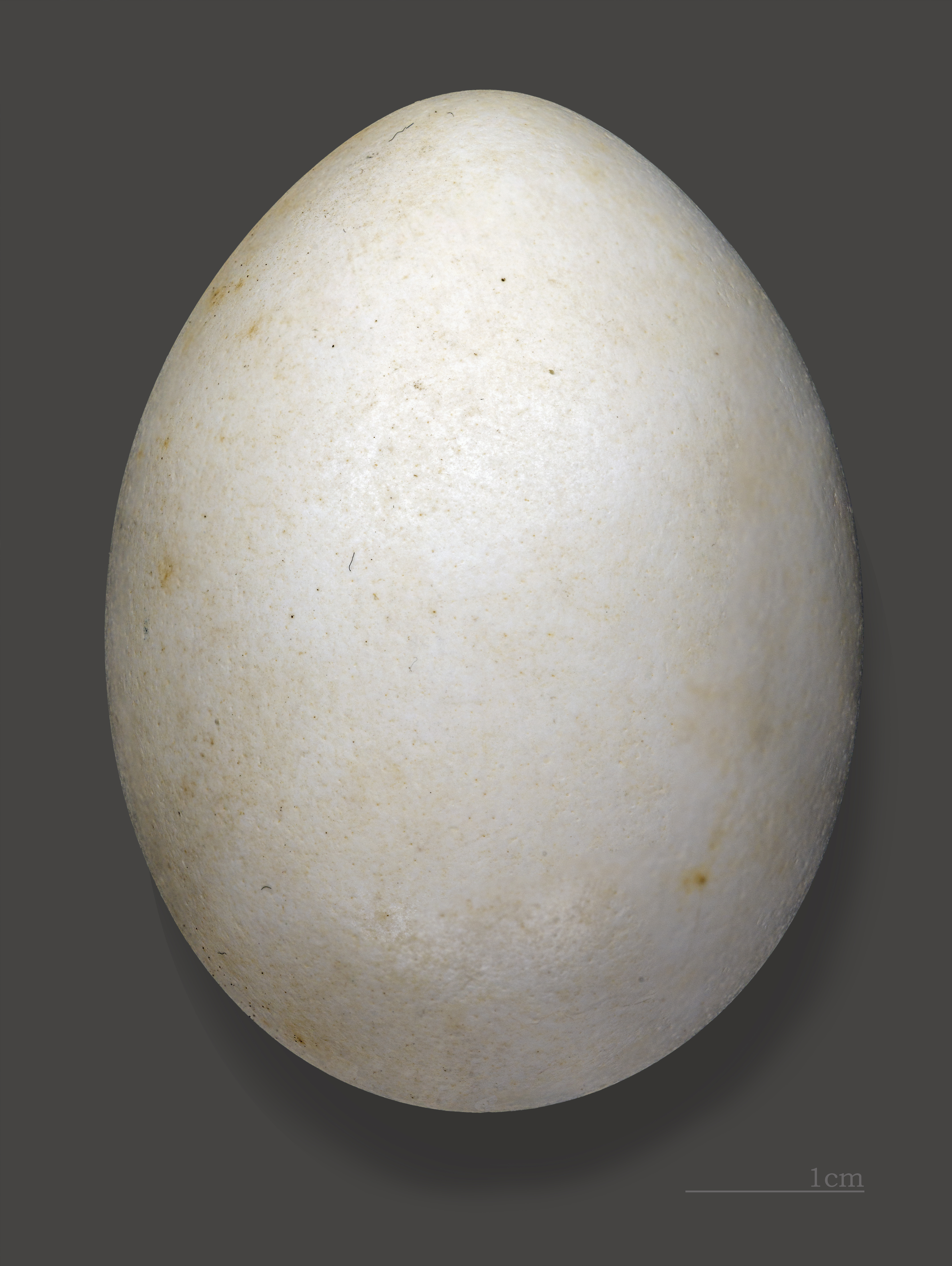
Jajo z kolekcji muzealnej

BiotopPrzybrzeżne wody otwartych mórz.
ZachowanieLata nisko nad powierzchnią wody, na zmianę wykorzystując szybkie uderzenia skrzydeł i lot ślizgowy. Jak inne burzyki świetnie wykorzystuje zmienne prędkości wiatru nad falami do szybowania pozwalającego na spokojną obserwację tafli morza. Ptak wędrowny i koczujący nieregularnie, ale nie zapuszcza się zazwyczaj w głąb lądu.
GniazdoNa wysepkach i klifach w wykopanej przez siebie norze (do 1,5 m głębokości) lub w szczelinach skał. Wewnątrz można znaleźć trawę, kwiaty i pióra. Gnieździ się kolonijnie w grupach liczących dziesiątki tysięcy par (na wyspie Rùm w archipelagu Wysp Brytyjskich nawet do 100 000 par).
JajaJedno jajo w zniesieniu, w kwietniu lub maju.
WysiadywanieJajo wysiadywane jest przez okres 47–55 dni przez obydwoje rodziców. Gdy jeden ptak je ogrzewa, drugi szuka pokarmu, oddalając się na kilometry w morze. Powroty do gniazd następują dopiero o zmroku lub nawet nocą, czemu towarzyszy powitalny donośny wrzask drugiego partnera przypominający warczenie lub krakanie. Hałas ten trwa do świtu, aż ptak od aprowizacji odlatuje. Pozostawiony sam drugi burzyk pozostaje w ciszy. Również w czasie lotu gatunek ten nie wydaje głosu. Pisklęta opuszczają gniazdo po 60–70 dniach, kiedy nauczą się już latać.
WiekNajstarszy zaobrączkowany burzyk północny miał w chwili kontroli żywego osobnika obrączkę założoną ponad 50 lat i 11 miesięcy wcześniej, a kolejny rekordzista 49 lat i 8 miesięcy.
PożywienieDrobne ryby, mięczaki, w tym głowonogi i inne zwierzęta oraz odpadki zbierane z powierzchni wody.

## Status i ochrona
Międzynarodowa Unia Ochrony Przyrody (IUCN) uznaje burzyka północnego za gatunek najmniejszej troski (LC – Least Concern) nieprzerwanie od 1988 roku. Całkowitą liczebność populacji szacowano w 2015 roku na  1 026 000 – 1 177 500 osobników. Globalny trend liczebności populacji nie jest znany.
W Polsce podlega ścisłej ochronie gatunkowej.